# Episodi di Capitan Onedin (quarta stagione)
La quarta stagione della serie televisiva Capitan Onedin è stata trasmessa in anteprima nel Regno Unito dalla BBC One tra il 25 aprile 1976 e il 27 giugno 1976.
| nº | Titolo originale       | Titolo italiano | Prima TV UK    | Prima TV Italia |
| -- | ---------------------- | --------------- | -------------- | --------------- |
| 1  | Loss of the Helen May  |                 | 25 aprile 1976 |                 |
| 2  | A Cold Wind Blowing    |                 | 2 maggio 1976  |                 |
| 3  | Not Wanted on Voyage   |                 | 9 maggio 1976  |                 |
| 4  | Undercurrent           |                 | 16 maggio 1976 |                 |
| 5  | Quarantine             |                 | 23 maggio 1976 |                 |
| 6  | Uncharted Island       |                 | 30 maggio 1976 |                 |
| 7  | A Clear Conscience     |                 | 6 giugno 1976  |                 |
| 8  | Shipwreck              |                 | 13 giugno 1976 |                 |
| 9  | The Gamble             |                 | 20 giugno 1976 |                 |
| 10 | Month of the Albatross |                 | 27 giugno 1976 |                 |